# Psocidae
Die Psocidae sind eine Familie der Staubläuse (Psocoptera) in der Unterordnung Psocomorpha mit fast weltweiter Verbreitung. Mit etwa 900 Arten ist es die artenreichste Familie der Staubläuse.

## Merkmale
Psocidae erreichen eine Körperlänge von 2,5 bis 10 Millimeter, die mitteleuropäischen Arten 3 bis 6 Millimeter, bei einer Vorderflügellänge bis 7 Millimeter, sie gehören damit zu den größeren Staubläusen. Die Vorderflügel sind manchmal glasklar hyalin, bei vielen Arten tragen sie aber ein auffallendes Muster aus dunklen Flecken oder Bändern. Ein Flügelmal (Pterostigma) kann vorhanden sein oder fehlen. Die Flügel sind normalerweise glatt und unbehaart, selten mit einigen Borsten auf den größeren Adern der Vorderflügel. Im Flügelgeäder ist eine Subcosta normalerweise vorhanden, der erste Ast des Cubitus ist fast immer einen Teil seiner Länge mit der Media zu einer gemeinsamen Ader verschmolzen (sehr selten berühren sie sich nur in einem Punkt oder sind durch eine kurze Querader verbunden), die Adern schließen eine markante Diskomedialzelle ein. Der Cubitusast ist zum Flügelrand hin gegabelt, die Äste schließen eine markante, als Areola postica bezeichnete Zelle am Flügelhinterrand ein, diese ist bei Arten der Familie meist fünfeckig und reicht bis zur Media (selten viereckig), daran sind die mitteleuropäischen Arten, in Verbindung mit den unbehaarten Flügeln, erkennbar. Die Fußglieder (Tarsen) der drei Beinpaare bestehen immer aus nur zwei Gliedern. Die männlichen Begattungsorgane sind kompliziert gebaut, daran sind die Arten am besten unterscheidbar. Der weibliche Ovipositor ist hingegen einfach mit drei Gonapophysen.

## Biologie und Lebensweise
Nahezu alle Arten der Familie leben auf Baumrinde, am Stamm oder an Grobästen von Bäumen. Wenige kommen auf Steinen vor. Wie die meisten Staubläuse nutzen sie die meißelartigen Laciniae ihrer Mundwerkzeuge, um Mycel von Pilzen oder Flechten und epiphytische Algen anzubohren und auszusaugen. Ungewöhnlich für Staubläuse ist, dass bei einigen Gattungen wie z. B. Cerastipsocus, Neopsocus und Psococerastis die Jungtiere (Nymphen) herdenartig zusammenleben.

## Phylogenie, Taxonomie, Systematik

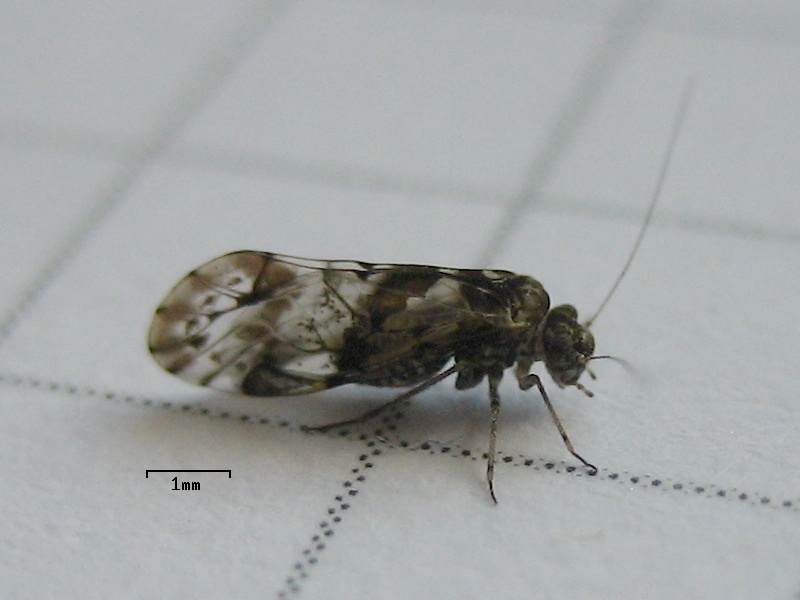
Trichadenotecnum sexpunctatum kommt manchmal auch auf Steinen oder an Felsen vor

Die Psocidae bilden gemeinsam mit den Familien Hemipsocidae, Myopsocidae und Psilopsocidae eine Verwandtschaftsgruppe, die taxonomisch als Teilordnung (oder Familiengruppe) Psocetae innerhalb der Unterordnung Psocomorpha gefasst wird. Die Zusammengehörigkeit der Psyllidae innerhalb der Psocetae, und damit die Monophylie der Familie wird durch phylogenomische Studien unterstützt.
Innerhalb der Psocidae sind gut 900 Arten in etwa 80 Gattungen beschrieben worden.
Die Psocidae wurden traditionell in vier Unterfamilien gegliedert, Thyrsophorinae, Amphigerontiinae, Cerastipsocinae und Psocinae. Deren Monophylie in damaliger Umschreibung konnte allerdings mit genetischen Methoden nicht bestätigt werden. Die Gattung Kaindipsocus der damaligen Unterfamilie Amphigerontiinae erwies sich als basal innerhalb der Familie, später wurde eine Verwandtschaftsgruppe um diese Gattung daher als neue Unterfamilie Kaindipsocinae gefasst. Die früheren Cerastipsocinae waren in die Psocinae eingeschachtelt und wurden als Unterfamilie aufgegeben. Damit ergibt sich die folgende Verwandtschaft:
- Familie Psocidae Hagen, 1865
  - Unterfamilie Amphigerontiinae Kolbe, 1880
  - Unterfamilie Kaindipsocinae Yoshizawa, Bess & Johnson, 2011
  - Unterfamilie Psocinae Hagen, 1865
  - Unterfamilie Thyrsophorinae Pearman, 1936

In Mitteleuropa sind 20 Arten der Familie Psocidae bekannt. Arten in Mitteleuropa:
- Amphigerontia bifasciata
- Amphigerontia contaminata
- Amphigerontia intermedia
- Blaste conspurcata
- Blaste quadrimaculata
- Neopsocopsis hirticornis
- Neopsocus rhenanus
- Psococerastis gibbosa, größte mitteleuropäische Art.
- Metylophorus nebusosus
- Hyalopsocus morio
- Hyalopsocus contrarius
- Psocus bipunctatus
- Loensia fasciata
- Loensia variegata
- Loensia pearmani
- Oreopsocus montanus
- Trichadenotecnum germanicum
- Trichadenotecnum sexpunctatum
- Trichadenotecnum majus
- Trichadenotecnum incognitum